# Meinkenbracht
Meinkenbracht ist ein Stadtteil der Stadt Sundern (Sauerland) im Hochsauerlandkreis, Nordrhein-Westfalen. Der Ort liegt südöstlich von Sundern und direkt am 656 m hohen Homert.

## Geschichte
Das Dorf wird im 12. Jahrhundert als „Menebracht“ erwähnt. Es war Besitz des Herforder Frauenstifts. 
Hellefeld ist und war die Stammpfarrei der umliegenden Ortschaften. Das Kirchspiel Hellefeld wird von der Bevölkerung auch als „Altes Testament“ bezeichnet, da es analog zu den zwölf Stämmen Israels zwölf Ansiedlungen umfasst. Dazu gehören außer Meinkenbracht die Orte: Altenhellefeld, Bainghausen, Frenkhausen, Hellefeld, Herblinghausen, Linnepe, Schnellenhaus, Selschede, Visbeck, Wennighausen und Westenfeld.
1939 hatte Meinkenbracht insgesamt 139 Einwohner.
Am 1. Januar 1975 wurde Meinkenbracht nach Sundern (Sauerland) eingemeindet.

## Sonstiges
- Die Buslinie 436 der Busverkehr Ruhr-Sieg GmbH (BRS) stellt den öffentlichen Personennahverkehr sicher.
- Die Kirche St. Nikolaus gehört zum Pastoralverbund Sundern